# Leszek Kostuj
Leszek Kostuj (ur. 29 listopada 1973 w Pleszewie) – polski artysta malarz, zajmujący się malarstwem tradycyjnym i cyfrowym. 

## Życiorys
Dzieciństwo spędził w rodzinnym mieście, gdzie uczęszczał do szkoły podstawowej i Liceum Ogólnokształcącego im. St. Staszica. Absolwent Wydziału Pedagogiczno–Artystycznego Uniwersytetu im. Adama Mickiewicza w Poznaniu. Obrazy olejne malował już jako dziecko, jednak za jego malarski debiut można uznać cykl kilkudziesięciu niewielkich, olejnych obrazów zatytułowany Asymilanci z 1997 r., który miał symbolizować więź człowieka z przyrodą oraz potrzebę ich harmonijnego współistnienia.

## Twórczość
Na początku XXI wieku tworzył obrazy abstrakcyjne i prace z pogranicza abstrakcji i surrealizmu, potem zaczął na nowo budować swój malarski warsztat i tworzyć podwaliny charakterystycznego stylu. We współczesnych obrazach malowanych z niezwykłą pieczołowitością, formy roślinne i organiczne tworzą strukturę, z której wyłaniają się fantastyczne zwierzęta, postacie, drzewa, zauważalna jest przede wszystkim inspiracja przyrodą, ale także baśniami, surrealizmem, a niekiedy mechaniką.
Obrazy Kostuja pojawiają się na okładkach książek i wydawnictw fonograficznych (m.in. Jakub Pokorski – #33, Soner Canözer – Düş Irmakları / Rivers of Dream, Óperentzia – Tribalkan, Tuatara Psylosophy).
Leszek Kostuj jest członkiem Wielkopolskiego Związku Artystów Plastyków.

## Wybrane wystawy[3]

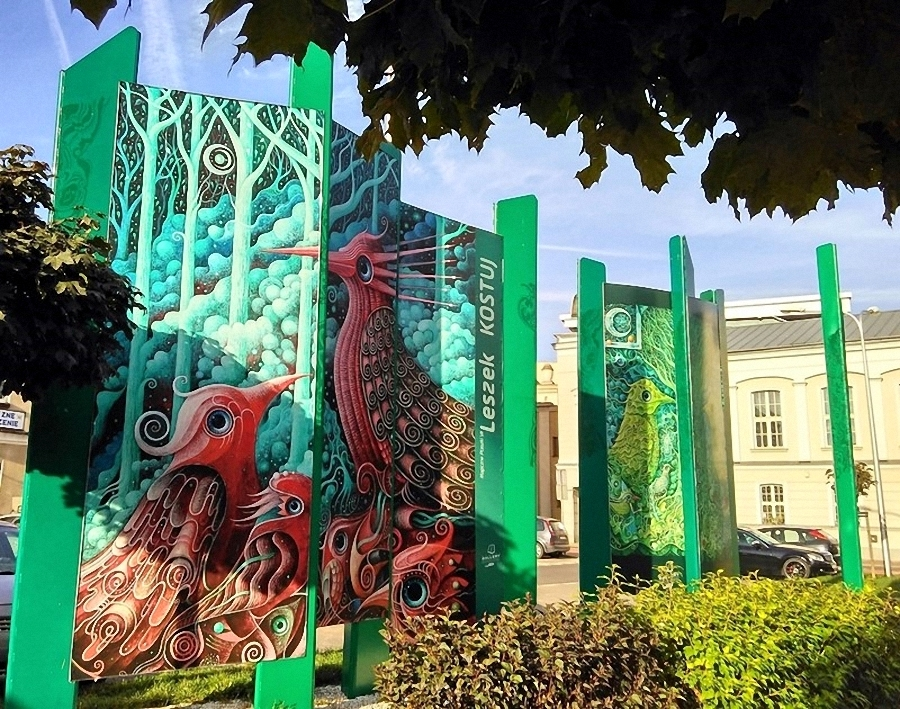
Wystawa wielkoformatowych reprodukcji obrazów Leszka Kostuja w Street Gallery w Ostrowie Wielkopolskim, 2020 r.

- Ołówkowy Pleszew Leszka Kostuja – Muzeum Regionalne w Pleszewie (1996/1997)
- Asymilanci – Dom Kultury w Pleszewie (1998)
- wystawa prac plastycznych w ramach Dni kultury polsko - niemieckiej – w Westerstede (2004)
- Wystawa plakatu kinowego – galeria Out Of Control w Białymstoku (2005)
- Malarstwo ’03 – Muzeum Regionalne w Pleszewie (2005/2006)
- Strażnicy Snów Magicznych – Street Gallery w Ostrowie Wielkopolskim (2020)[4]